# Bob Einstein
Stewart Robert "Bob" Einstein (Los Angeles, Kalifornija, 20. studenog 1942. – Indian Wells, Kalifornija, 2. siječnja 2019.) bio je američki glumac.

## Vanjske poveznice
- Bob Einstein u internetskoj bazi filmova IMDb-u (engl.)